# LUX
LUX — глобальный бренд, принадлежащий британской компании Unilever. В основном, продукция бренда LUX продаётся в странах Южной Азии, таких как Индия, Бангладеш, Пакистан и Шри-Ланка. Также средства продаются в Бразилии, Таиланде, на Ближнем Востоке и в Южной Африке.

## История
Бренд LUX был основан фирмой Lever Brothers, ныне известной как Unilever, в 1899 году. В Америке бренд был представлен в 1925 году братьями Левер. Первым продуктом стало белое мыло, упакованное в пастельные тона, сравнимое с более тонким французским мылом. Рекламная кампания началась в 1926 году. В 1928 году агентство Thompson начало кампанию по получению одобрения от голливудских актрис, отправив 425 актрисам упаковки мыла Lux. В ответ агентство получило 414 одобрений, что привело к тому, что 9 из 10 звёзд в Голливуде пользуются мылом Lux. Среди актрис, участвовавших в кампании — Луиза Брукс, чья реклама демонстрировалась с 1928 по 1931 год.
В 1933 году в рекламе утверждалось, что мылом Lux пользовались 686 из 694 более известных актрис. Голливудская кампания Lux Soap, наряду со многими другими рекламными усилиями, помогла Lux Soap стать мировым лидером по продажам мыла. В 1990-е годы продажи мыла Lux были снижены, и в итоге компания Lever Brothers начала выпуск мыла Dove.

## Галерея

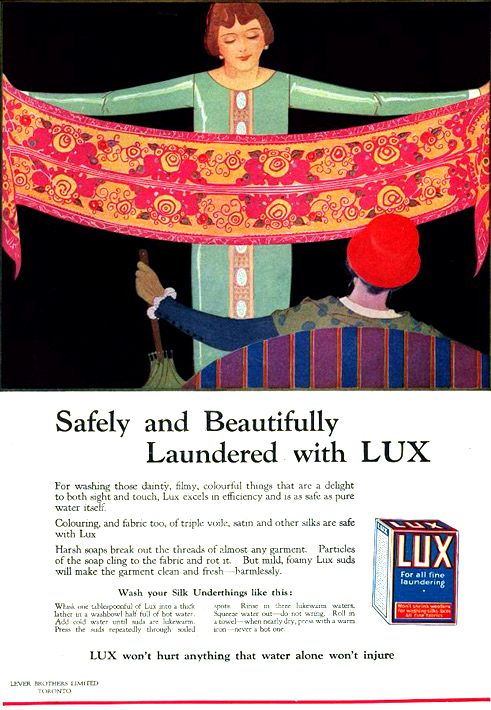
Печатная реклама Lux в начале 1920-х годов
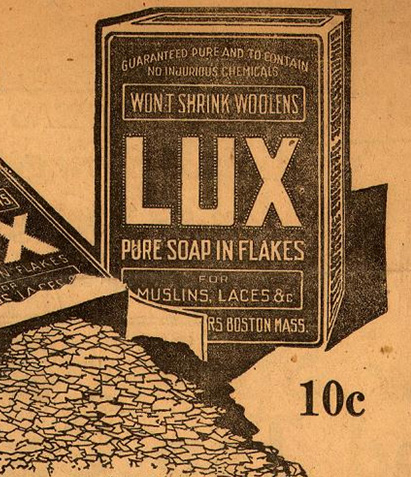
Основание Lux